# Marc Ateba Ombala
Marc Ateba Ombala, né le 11 avril 1950 au Cameroun, est un magistrat camerounais. À son décès le 21 décembre 2018 à Yaoundé, il est Président de la Chambre des Comptes de la Cour suprême du Cameroun.

## Biographie

### Enfance, éducation et débuts
Marc Ateba Ombala est né 11 avril 1950 à Nkolbega, arrondissement d'Okola, département de la Lékié, région du Centre,. Il est diplômé de l'École nationale d'administration et de magistrature du Cameroun.

### Carrière

#### Magistrat
Après avoir occupé les postes de juge d'instance, président de cour d'appel puis des juridictions d'instance, Marc Ateba Ombala quitte le système judiciaire camerounais entre 2000 et 2010, pour occuper les postes de juge de la Chambre des comptes et de président de ladite Chambre à la Cour de Justice de la Communauté économique et monétaire de l'Afrique centrale. 

#### Cour suprême
En 2010, il est rappelé dans le système national, intègre la Cour suprême, est nommé président de la Chambre des comptes de la Cour suprême et membre titulaire du Conseil supérieur de la magistrature. 
Il meurt des suites d'une maladie le 21 décembre 2018 à Yaoundé.

## Œuvres
- Anthroponymie en droit camerounais, Lyon, Éditions Baudelaire, 2019[7].
- Le contrôle juridictionnel des comptes de la Communauté économique et monétaire de l'Afrique centrale, Yaoundé, Éditions SOPECAM, 2007[8].